# Catalina San Martín López
Catalina San Martín López (Lerma, 28 de julio de 1896- Tres Cantos, 2000) fue una alcaldesa de Rivas-Vaciamadrid (en Madrid, España) que ejerció brevemente el cargo durante la época de la Segunda República Española. Cuando fue nombrada era maestra en la escuela del municipio. Puede considerarse la primera alcaldesa electa por sufragio universal en España.

## Biografía
Tras el nombramiento de la Segunda República se aprobó una ley en diciembre de 1932 por la que se cesaron a todos los concejales y se creó una Comisión Gestora del Ayuntamiento. Accidentalmente resultó elegida como presidenta la profesora de la escuela, Catalina San Martín López. El año siguiente, en abril del 1933, se celebraron elecciones municipales y la misma fue elegida alcaldesa del municipio. Es el único caso localizado de una mujer que después de haber presidido una de esas Comisiones Gestoras se presentara a las elecciones y fuera revalidada para el cargo por las urnas. Natividad Yarza fue también una maestra y alcaldesa elegida democráticamente, justo después de la comisión gestora. Pero ya fue en 1934, puesto que en Cataluña las elecciones municipales se celebraron más tarde. Yarza sería pues la primera alcaldesa de Cataluña revalidada por las urnas.
La candidatura de Catalina San Martín en este sufragio obtuvo un total de 204 votos, seguida de tres candidatos varones que obtuvieron 201 votos cada uno.
No se le conoce militancia en ningún partido pero diferentes historiadoras consideran que es muy posible que fuera cercana al Partido Republicano Radical y a la Unión Republicana Femenina, por su amistad con Diego Martínez Barrio y su relación cordial con Clara Campoamor.
Natural de Burgos, fue detenida junto a su marido cuando iban a dicha ciudad, a la altura de Sedano. Fue detenida por la policía franquista, los cuales tenían orden de fusilarla nada más detenerla y dejarla en un cuneta. Ante la negativa del marido a que su mujer subiera en el coche de la policía franquista, cogieron un taxi y fueron hasta las dependencias correspondientes de Burgos. allí fue detenida y puesta a disposición judicial, pasó unos días en un centro penitenciario de la ciudad, y finalmente se celebró el juicio en el cual se la acusaba de adhesión a la rebelión, entre otros delitos recogidos en el Código Castrense de la época. Finalmente, fue declarada demente e inhabilitada para ejercer la profesión[cita requerida]. En palabras textuales de su marido, durante el juicio ella llegó a afirmar que no reconocía la legitimidad del tribunal derivado de un golpe de Estado, y que ella efectivamente era republicana.
Transcurrió el resto de sus días en Madrid, junto a su marido e hijos. Murió a la edad de 101 años.
Actualmente existe una calle en el municipio con el nombre de Catalina San Martín en homenaje a la primera mujer alcaldesa del municipio, hasta la actualidad (40°20′20″N 3°30′59″O / 40.338849, -3.516408).